# حبق فندنبراندي
حبق فندنبراندي (الاسم العلمي:Ocimum vandenbrandei) هو نوع من النباتات يتبع جنس الحبق من الفصيلة الشفوية.